# Dorian Goldfeld
Dorian Morris Goldfeld, né le 21 janvier 1947 à Marbourg en Allemagne, est un mathématicien américain.

## Carrière
Après des études à l’Université Columbia à New York, Goldfeld y a soutenu une thèse sur la théorie analytique des nombres en 1969, sous la direction de Patrick X. Gallagher.  Il a ensuite occupé diverses positions à l’université de Californie à Berkeley (Miller Fellow, 1969–1971), l'université hébraïque de Jérusalem (1971–1972), l’université de Tel Aviv (1972–1973), à l’Institute for Advanced Study  de Princeton (1973–1974), à l’École normale supérieure de Pise en Italie (1974–1976), au MIT (1976–1982), à l’université du Texas à Austin (1983–1985) et à l’université Harvard (1982–1985). Depuis 1985, il est professeur à Columbia.
Il est membre du comité éditorial des journaux Acta Arithmetica et The Ramanujan Journal et, depuis 2018, rédacteur en chef du Journal of Number Theory.
Il est aussi cofondateur et conseiller scientifique de SecureRF, une entreprise qui  développe des produits pour la sécurité sur Internet. Goldfeld a lui-même participé à plusieurs brevets sur les systèmes de codage multi-flux, de cryptographie à haute vitesse et des procédures de clés de sécurité.

## Recherche
Les recherches de Dorian Goldfeld portent sur une variété de questions liées à la théorie des nombres, tant théoriques qu’appliquées. Dans sa thèse, il a démontré une version de la conjecture d’Artin sur les racines primitives qui ne suppose pas l’hypothèse de Riemann.
En 1976, il a prouvé une minoration effective du discriminant d’un corps quadratique imaginaire de nombre de classes donné, en admettant l’existence d’une forme modulaire dont la série de Dirichlet associée a un zéro d’ordre assez grand au centre de la bande critique (l'existence d'une telle forme, associée à une courbe elliptique, a été montrée en 1983 par Benedict Gross et Don Zagier). Cette borne permet de déterminer par un nombre fini d’opérations tous les corps quadratiques imaginaires ayant un nombre de classes donné, résolvant ainsi dans ce cas un problème soulevé par Gauss en 1801.
Ses autres travaux, seul ou en collaboration,   incluent une estimation pour un  produit eulérien partiel associé à une courbe elliptique, des bornes pour l’ordre du groupe de Tate–Shafarevich, la théorie des séries de Dirichlet multiples , des résultats sur les zéros de Siegel, la  conjecture abc et les formes modulaires sur GL(n). 
Avec Michael Anshel et Iris Anshel, il a aussi introduit en cryptographie un des premiers protocoles d’échange de clés utilisant des groupes non abéliens, plus particulièrement le groupe de tresses.

## Prix et honneurs
En 1985, Dorian Goldfeld a reçu le prix Vaughan et en  1987, le prix Frank-Nelson-Cole en théorie des nombres pour sa solution du problème de Gauss sur les nombres de classes.  En 1986, il a été conférencier invité au Congrès international des mathématiciens à Berkeley. Il a été élu  membre de l’Académie américaine des arts et des sciences en 2009 et  Fellow de  l'American Mathematical Society en 2012.

## Ouvrages
- (en) Dorian Goldfeld et Joseph Hundley, Automorphic Representations and L-Functions for the General Linear Group, vol. 1, Cambridge, Cambridge University Press, 2011 (ISBN 978-0-521-47423-8).

- (en) Dorian Goldfeld et Joseph Hundley, Automorphic Representations and L-Functions for the General Linear Group, vol. 2, Cambridge, Cambridge University Press, 2011 (ISBN 978-0-521-47423-8).

- (en) Dorian Goldfeld, Automorphic Representations and L-Functions for the Group GL(n,R), Cambridge, Cambridge University Press, 2006 (ISBN 0-521-83771-5).

- (en) Lothar Gerritzen (dir.), Dorian Goldfeld (dir.), Martin Kreuzer (dir.), Gerhard Rosenberger (dir.) et Vladimir Shpilrain (dir.), Algebraic Methods in Cryptography, American Mathematical Society, 2006 (ISBN 0-8218-4037-1).

- (en) Iris Anshel et Dorian Goldfeld, Calculus : a Computer Algebra Approach, International Press of Boston, 1994, 642 p. (ISBN 1-57146-038-1).